# Inside Out (saggio)
Inside Out. La prima autobiografia dei Pink Floyd (Inside Out: A Personal History of Pink Floyd) è un libro di Nick Mason, pubblicato in italiano da Rizzoli Editore nel 2004.

## Trama
Nel volume il batterista dei Pink Floyd racconta la storia del gruppo dagli inizi, quando il nome non era ancora stato scelto ed alcuni componenti erano diversi, attraversando tutte le vicende del gruppo, con accurate descrizioni di esecuzioni di concerti, aneddoti, creazione dei vari album, collaborazioni con altri artisti, fino all'abbandono da parte di Roger Waters e alla continuazione dei "vecchi Pink rimasti".
Il tutto è accompagnato da moltissime fotografie.